# Victor Cavendish, IX duca di Devonshire
Victor Cavendish, IX duca di Devonshire (Marylebone, 31 maggio 1868 – Derbyshire, 6 maggio 1938), è stato un nobile e politico britannico appartenente al partito Whig.

## Biografia

### Infanzia ed educazione

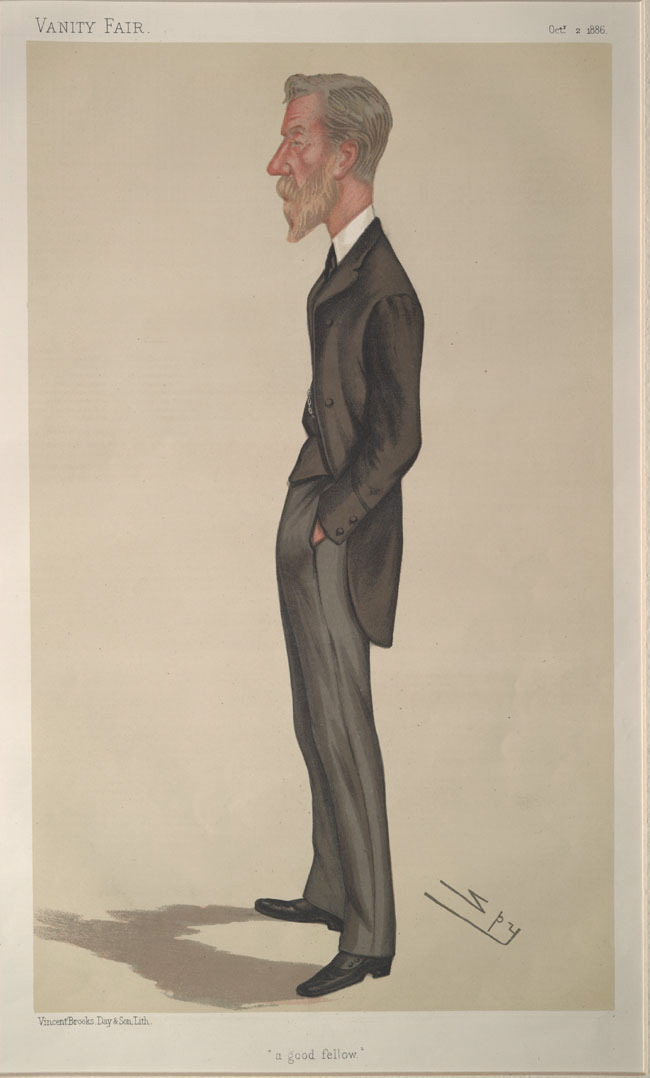
Caricatura di Edward Cavendish pubblicata su Vanity Fair, 1886

Cavendish nacque a Marylebone presso Londra, Inghilterra, figlio primogenito di Lord Edward Cavendish (terzo figlio a sua volta di William Cavendish, VII duca di Devonshire), e di Emma Lascelles, figlia di William Lascelles e cugina di Lord Edward Cavendish. Il fratello maggiore di Victor era Lord Richard Cavendish mentre suo zio era dunque Spencer Cavendish, VIII duca di Devonshire.
Cavendish venne educato all'Eton College prima di portarsi poi al Trinity College di Cambridge e poi all'Università di Cambridge, periodo durante il quale suo padre sedette come deputato per il West Derbyshire.

### Inizio della carriera politica

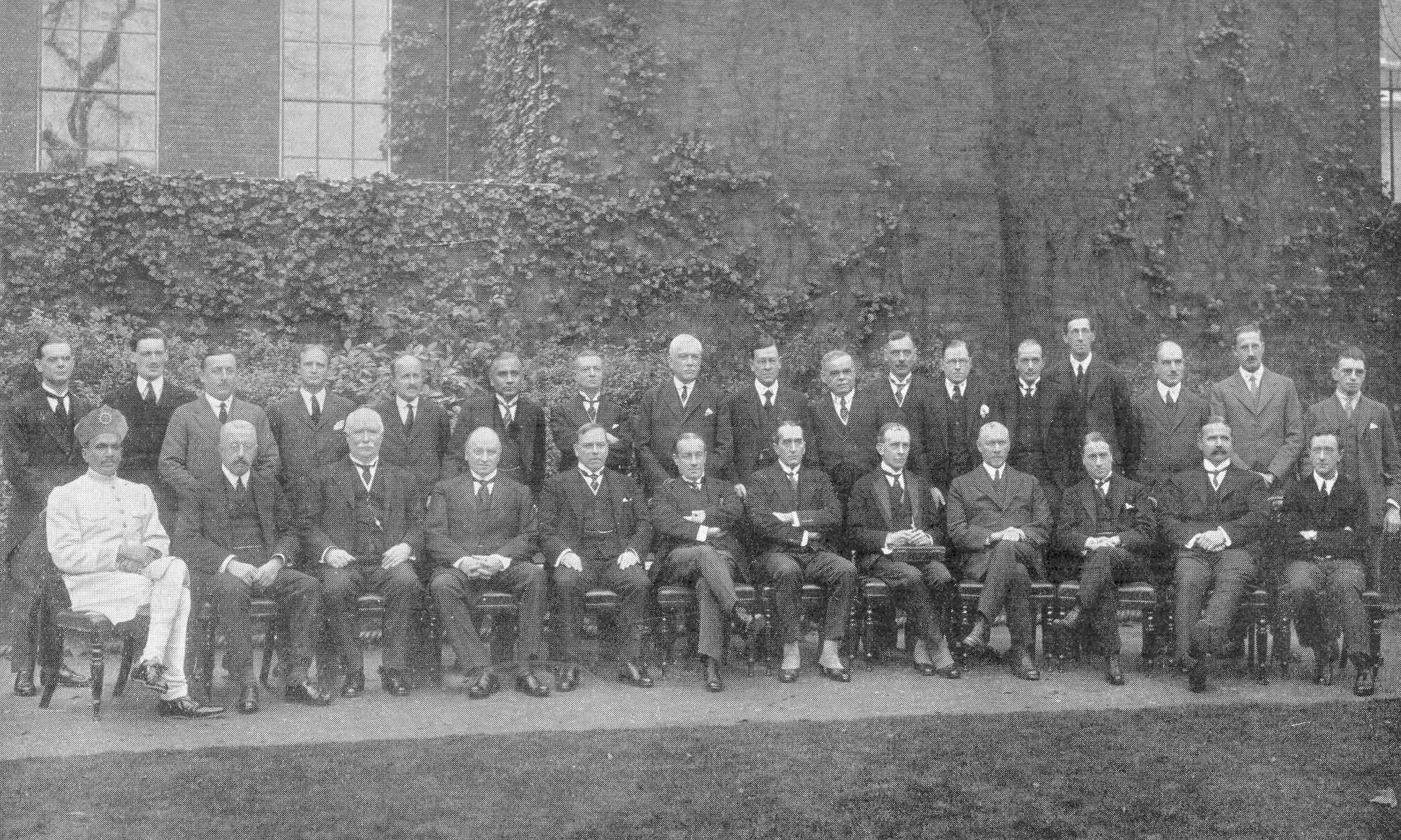
Devonshire all'Imperial Conference. Secondo da sinistra, seduto

Nel maggio del 1891, poco dopo il suo diploma, suo padre morì e come tale Victor divenne parlamentare vincendo le avversioni della Camera dei Comuni per la sua giovane età.

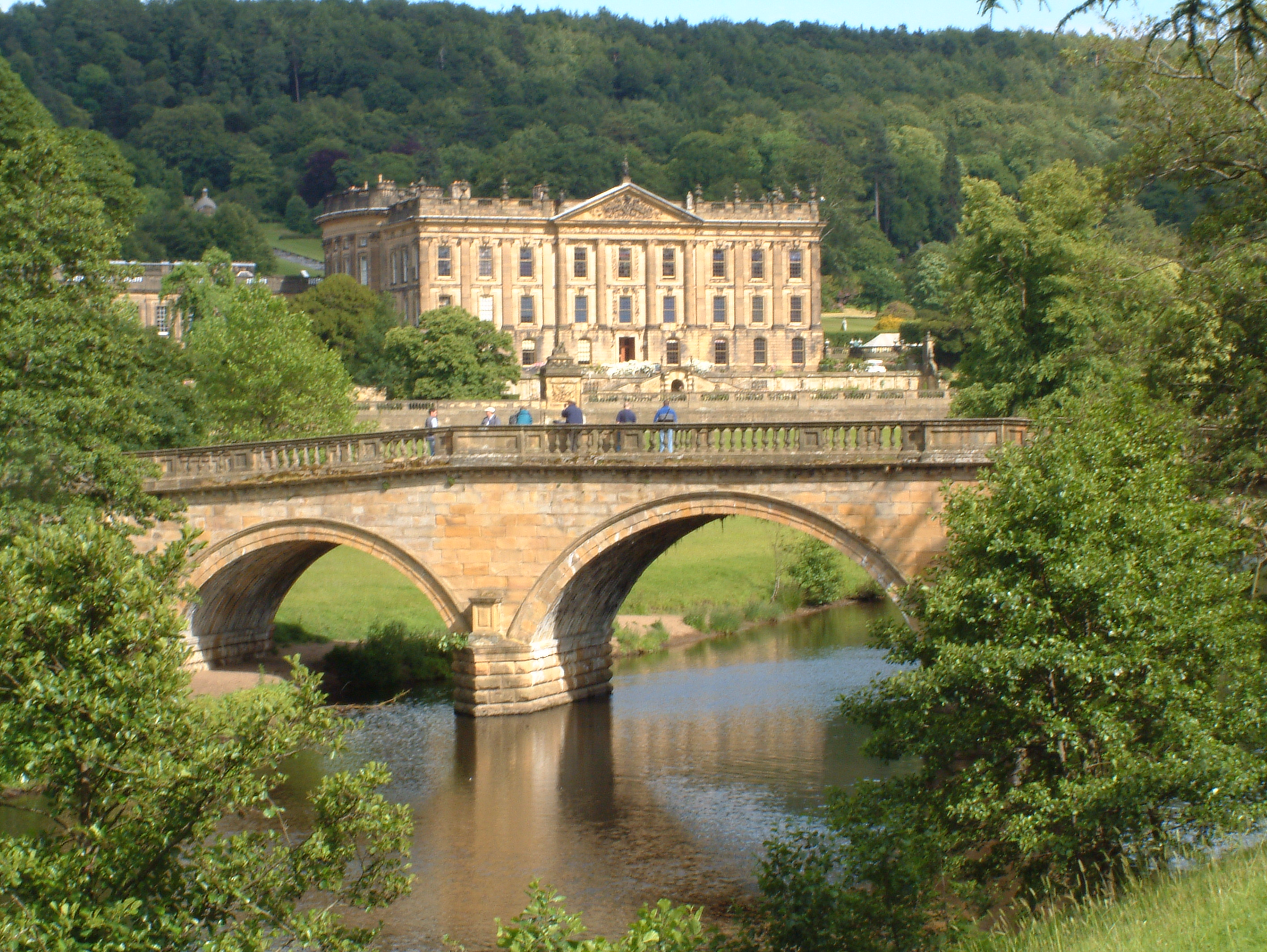
Chatsworth House, residenza che Victor Cavendish ereditò dopo la sua ascesa al ducato di Devonshire nel 1908

Cavendish mantenne la propria posizione di parlamentare per 17 anni periodo durante il quale fu anche Treasurer of the Household (1900-1903), Financial Secretary to the Treasury (1903-1905) e venne ammesso dall'11 dicembre 1905 nel Consiglio Privato di Sua Maestà britannica. Fu ad ogni modo quando succedette allo zio morto senza eredi al ducato di Devonshire il 24 marzo 1908 che Cavendish venne ammesso alla Camera dei Lords, venendo nel contempo nominato Lord Luogotenente del Derbyshire. L'anno successivo egli divenne Cancelliere dell'Università di Leeds per poi passare col medesimo incarico a quella di Eastbourne dal 1909 al 1910 ed a quella di Chesterfield dal 1911 al 1912. Con lo scoppio della prima guerra mondiale, ad ogni modo, divenne Lord Commissario dell'Ammiragliato nel gabinetto di governo di H. H. Asquith.

### Matrimonio

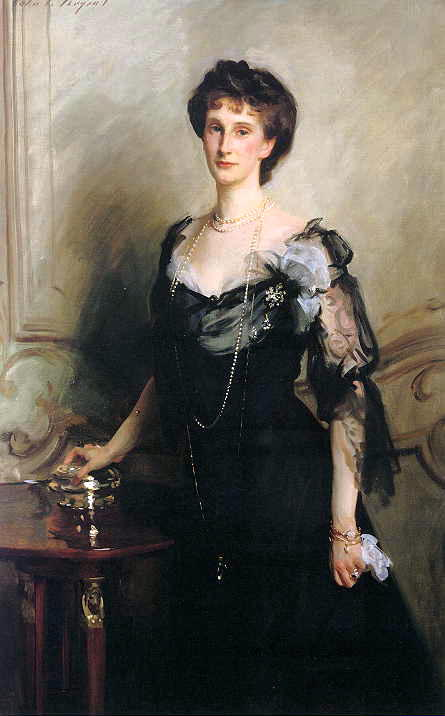
Ritratto di Lady Evelyn, duchessa di Devonshire di John Singer Sargent, 1902

Il 30 luglio del 1892 egli sposò Lady Evelyn FitzMaurice, figlia primogenita di Henry Petty-Fitzmaurice, V marchese di Lansdowne, che fino a cinque anni prima aveva prestato servizio come Governatore Generale del Canada. La coppia ebbe sette figli: Edward, marchese di Hartington (n. 1895), Lady Maud Louisa Emma (n. 1896), Lady Blanche Katharine (n. 1898), Lady Dorothy (n. 1900), Lady Rachel (n. 1902), Lord Charles Arthur Francis (n. 1905) e Lady Anne (n. 1909).

### Governatore Generale del Canada

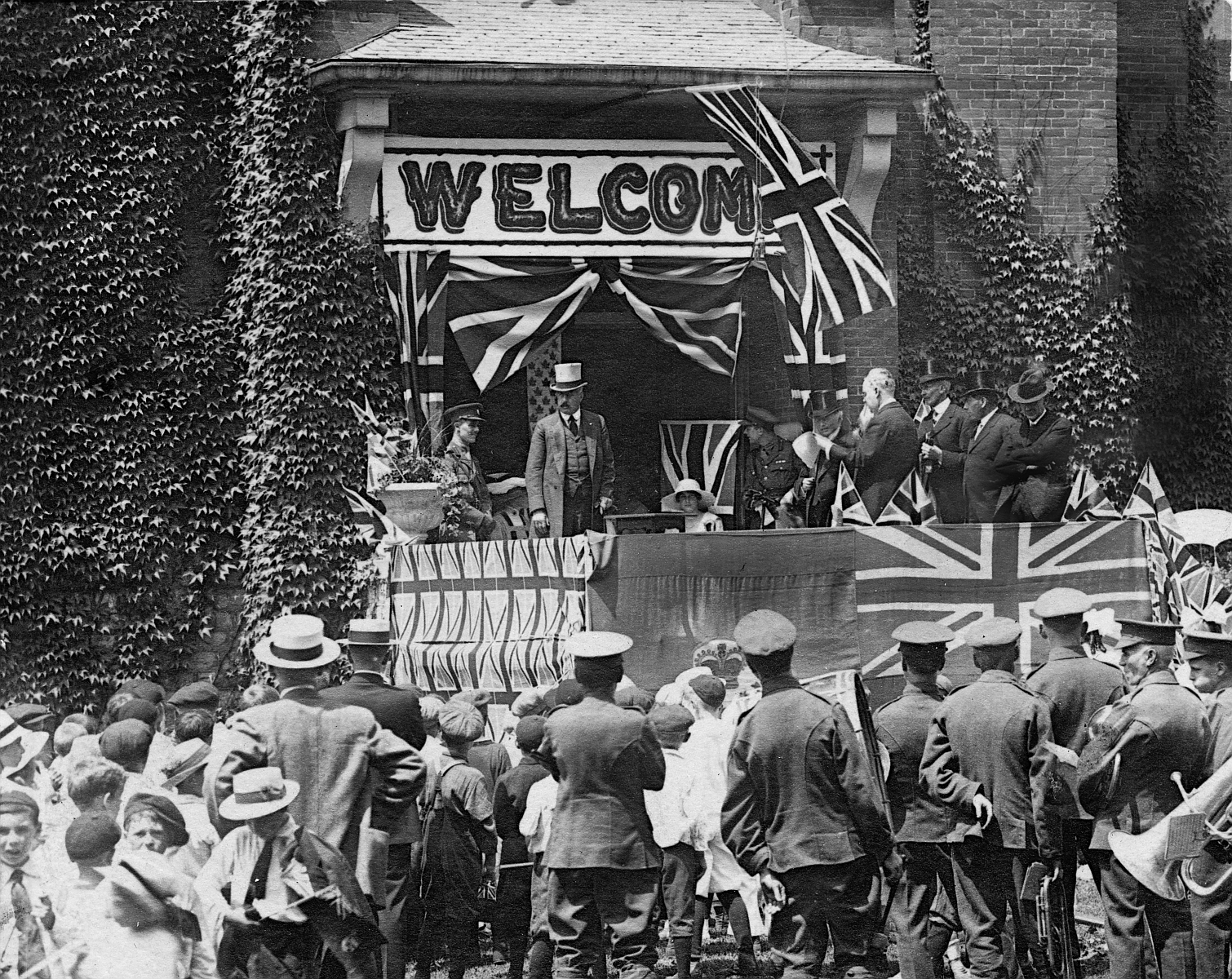
Cavendish a Belleville in Canada come Governatore Generale

L'8 agosto 1916 re Giorgio V del Regno Unito annunciò su consiglio del primo ministro la nomina di Victor Cavendish a Governatore Generale del Canada. La nomina causò alcuni problemi con il primo ministro canadese Robert Borden il quale non era stato consultato sulla nomina del nuovo governatore generale. Ad ogni modo la levatura e le buone doti di Cavendish lo portarono ad essere presto accettato ed accolto con una cerimonia ufficiale l'11 novembre 1916 ad Halifax.

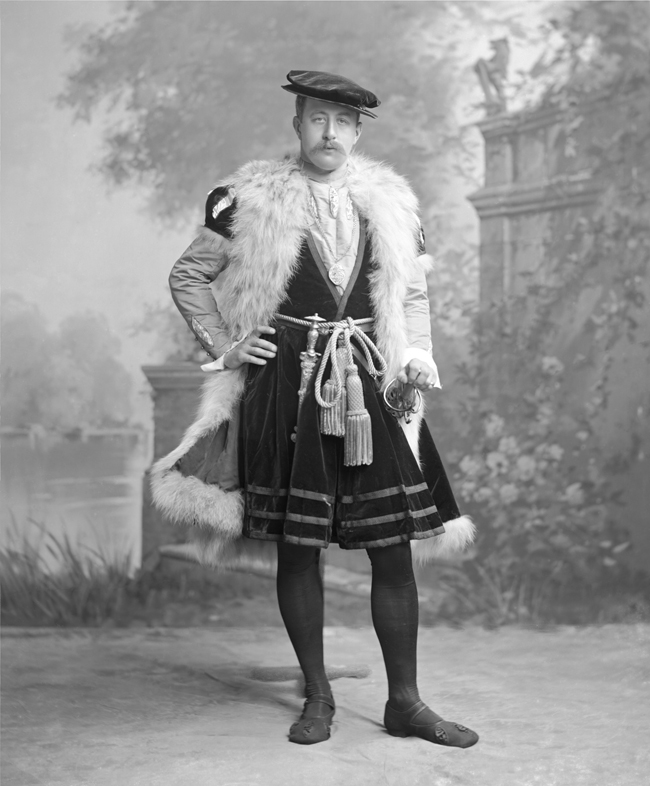
Una fotografia di Victor Christian William Cavendish custodita alla National Gallery

In quell'epoca uno dei problemi principali del paese erano, oltre al suffragio femminile era l'avanzata del socialismo. Il Canada nel frattempo forniva truppe e vettovaglie all'esercito britannico, sebbene le divisioni interne tra francofoni ed anglofoni fossero forti. In quello stesso anno il Governatore Generale si recò in visita in Nuova Scozia per supervisionare i danni causati dall'esplosione di Halifax il 6 dicembre; qui egli si incontrò coi sopravvissuti e con le infermiere della Croce Rossa.
La vittoria canadese del 1917 nella Battaglia di Vimy, ad ogni modo, diede forza al nazionalismo in Canada e portò ad una riconciliazione tra i due principali gruppi linguistici canadesi.

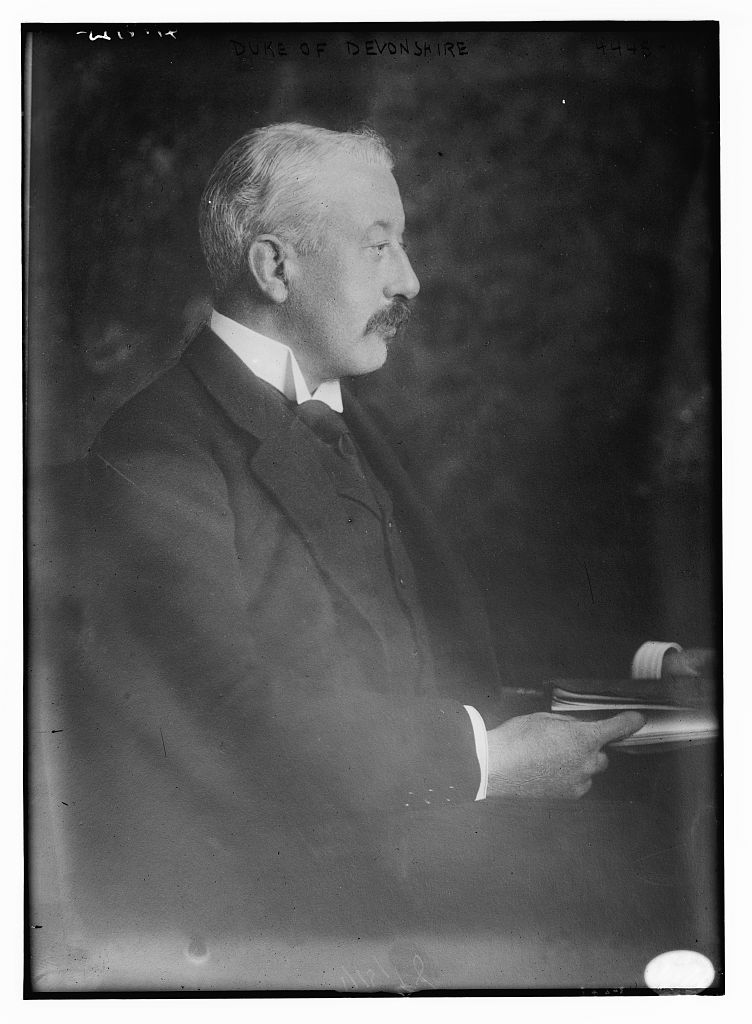
Lord Cavendish nel 1918

Cavendish prese interesse per il Canada e fece diversi viaggi nel paese, focalizzando la propria opera nello sviluppo delle fattorie canadesi, essendo egli stesso un proprietario terriero, inaugurando anche diverse fiere ortofrutticole. Egli nei propri discorsi vantava considerevolmente le potenzialità del Canada nell'ambito dell'agricoltura, promuovendo l'operato del Central Experimental Farm della Corona britannica a Ottawa. Egli fu nel contempo patrono delle arti in particolare alla cittadella di Québec ove inaugurò la National Gallery of Canada ospitando degli show teatrali alla Rideau Hall. Egli organizzò anche delle partite di sci e hockey su ghiaccio. Nel 1918 si recò in visita al presidente degli Stati Uniti Woodrow Wilson e, l'anno successivo, ospitò Edoardo, principe di Galles durante il suo primo tour in Canada.

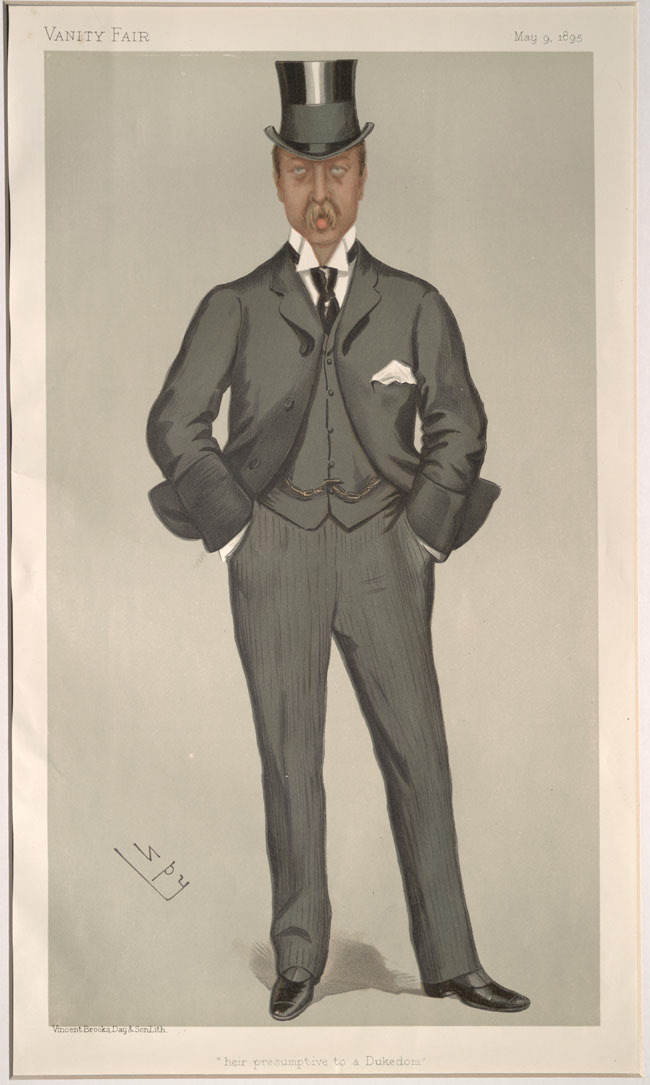
Il Duca di Devonshire su Vanity Fair

Come segno della sua epoca il Duca lasciò la Cavendish Cup per il golf ed il Duke of Devonshire Trophy per la Ottawa Horticultural Society.

### Ultimi anni e morte

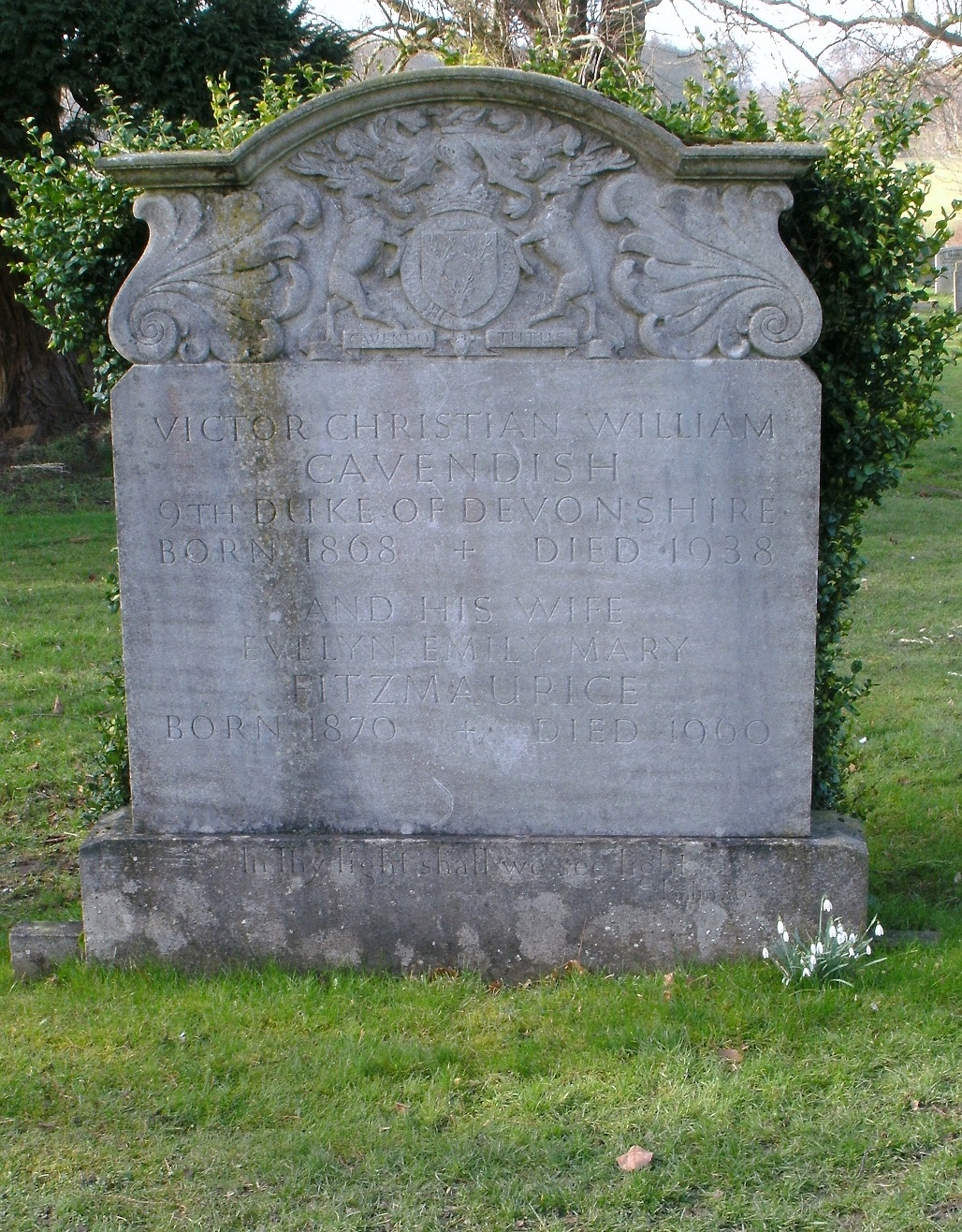
La tomba del Duca di Devonshire al St Peter's Churchyard di Edensor

Ritornato in Inghilterra, il Duca di Devonshire lavorò per la Lega delle Nazioni prima di prestare servizio dal 1922 al 1924 come Segretario di Stato per le Colonie sotto i primi ministri Andrew Bonar Law e Stanley Baldwin. Simultaneamente egli continuò la promozione dell'agricoltura e specialmente sviluppò delle grandi tenute agricole attorno a Chatsworth House, dove concluse i propri giorni nel maggio del 1938.

## Discendenza
Dal matrimonio con Evelyn FitzMaurice nacquero:
- Edward Cavendish, X duca di Devonshire (6 maggio 1895 - 26 novembre 1950)
- Lady Maud Louisa Emma Cavendish (20 aprile 1896 - 30 marzo 1975)
- Lady Blanche Katherine Cavendish (2 febbraio 1898 - 1987)
- Lady Dorothy Evelyn Cavendish (28 luglio 1900 - 21 maggio 1966)
- Lady Rachel Cavendish (22 gennaio 1902 - 2 ottobre 1977)
- Lord Charles Arthur Francis Cavendish (29 agosto 1905 - 23 marzo 1944)
- Lady Anne Cavendish (20 agosto 1909 - 1981)

## Ascendenza
|                                              |                                           |                                                | Genitori                                           |  |  | Nonni |  |  | Bisnonni                  |  |  | Trisnonni                                   |  |
|                                              |                                           |                                                |                                                    |  |  |       |  |  | 8. lord William Cavendish |  |  | 16. George Cavendish, I conte di Burlington |  |
|                                              |                                           |                                                |                                                    |  |  |       |  |  | 8. lord William Cavendish |  |  | 16. George Cavendish, I conte di Burlington |  |
|                                              |                                           | 17. lady Elizabeth Compton                     |                                                    |  |  |       |  |  | 8. lord William Cavendish |  |  |                                             |  |
| 4. William Cavendish, VII duca di Devonshire |                                           |                                                |                                                    |  |  |       |  |  | 8. lord William Cavendish |  |  |                                             |  |
|                                              |                                           | 9. hon. Louisa O'Callaghan                     | 18. Cornelius O'Callaghan, I barone Lismore        |  |  |       |  |  |                           |  |  |                                             |  |
|                                              |                                           | 9. hon. Louisa O'Callaghan                     | 18. Cornelius O'Callaghan, I barone Lismore        |  |  |       |  |  |                           |  |  |                                             |  |
|                                              |                                           | 9. hon. Louisa O'Callaghan                     | 19. Frances Ponsonby                               |  |  |       |  |  |                           |  |  |                                             |  |
| 2. lord Edward Cavendish                     |                                           | 9. hon. Louisa O'Callaghan                     |                                                    |  |  |       |  |  |                           |  |  |                                             |  |
|                                              |                                           | 10. George Howard, VI conte di Carlisle        | 20. Frederick Howard, V conte di Carlisle          |  |  |       |  |  |                           |  |  |                                             |  |
|                                              |                                           | 10. George Howard, VI conte di Carlisle        | 20. Frederick Howard, V conte di Carlisle          |  |  |       |  |  |                           |  |  |                                             |  |
|                                              |                                           | 10. George Howard, VI conte di Carlisle        | 21. lady Margaret Leveson-Gower                    |  |  |       |  |  |                           |  |  |                                             |  |
| 5. lady Blanche Howard                       |                                           | 10. George Howard, VI conte di Carlisle        |                                                    |  |  |       |  |  |                           |  |  |                                             |  |
|                                              |                                           | 11. lady Georgiana Cavendish                   | 22. William Cavendish, V duca di Devonshire        |  |  |       |  |  |                           |  |  |                                             |  |
|                                              |                                           | 11. lady Georgiana Cavendish                   | 22. William Cavendish, V duca di Devonshire        |  |  |       |  |  |                           |  |  |                                             |  |
|                                              |                                           | 11. lady Georgiana Cavendish                   | 23. lady Georgiana Spencer                         |  |  |       |  |  |                           |  |  |                                             |  |
| 1. Victor Cavendish, IX duca di Devonshire   |                                           | 11. lady Georgiana Cavendish                   |                                                    |  |  |       |  |  |                           |  |  |                                             |  |
|                                              | 12. Henry Lascelles, II conte di Harewood | 24. Edward Lascelles, I conte di Harewood      |                                                    |  |  |       |  |  |                           |  |  |                                             |  |
|                                              | 12. Henry Lascelles, II conte di Harewood | 24. Edward Lascelles, I conte di Harewood      |                                                    |  |  |       |  |  |                           |  |  |                                             |  |
|                                              | 12. Henry Lascelles, II conte di Harewood | 25. Anne Chaloner                              |                                                    |  |  |       |  |  |                           |  |  |                                             |  |
| 6. hon. William Saunders Sebright Lascelles  | 12. Henry Lascelles, II conte di Harewood |                                                |                                                    |  |  |       |  |  |                           |  |  |                                             |  |
|                                              |                                           | 13. Henrietta Sebright                         | 26. sir John Sebright, VI baronetto                |  |  |       |  |  |                           |  |  |                                             |  |
|                                              |                                           | 13. Henrietta Sebright                         | 26. sir John Sebright, VI baronetto                |  |  |       |  |  |                           |  |  |                                             |  |
|                                              |                                           | 13. Henrietta Sebright                         | 27. Sarah Knight                                   |  |  |       |  |  |                           |  |  |                                             |  |
| 3. hon. Emma Elizabeth Lascelles             |                                           | 13. Henrietta Sebright                         |                                                    |  |  |       |  |  |                           |  |  |                                             |  |
|                                              |                                           | 14. George Howard, VI conte di Carlisle (= 10) | 28. Frederick Howard, V conte di Carlisle (= 20)   |  |  |       |  |  |                           |  |  |                                             |  |
|                                              |                                           | 14. George Howard, VI conte di Carlisle (= 10) | 28. Frederick Howard, V conte di Carlisle (= 20)   |  |  |       |  |  |                           |  |  |                                             |  |
|                                              |                                           | 14. George Howard, VI conte di Carlisle (= 10) | 29. lady Margaret Leveson-Gower (= 21)             |  |  |       |  |  |                           |  |  |                                             |  |
| 7. lady Caroline Georgiana Howard            |                                           | 14. George Howard, VI conte di Carlisle (= 10) |                                                    |  |  |       |  |  |                           |  |  |                                             |  |
|                                              |                                           | 15. lady Georgiana Cavendish (= 11)            | 30. William Cavendish, V duca di Devonshire (= 22) |  |  |       |  |  |                           |  |  |                                             |  |
|                                              |                                           | 15. lady Georgiana Cavendish (= 11)            | 30. William Cavendish, V duca di Devonshire (= 22) |  |  |       |  |  |                           |  |  |                                             |  |
|                                              |                                           | 15. lady Georgiana Cavendish (= 11)            | 31. lady Georgiana Spencer (= 23)                  |  |  |       |  |  |                           |  |  |                                             |  |
|                                              |                                           | 15. lady Georgiana Cavendish (= 11)            |                                                    |  |  |       |  |  |                           |  |  |                                             |  |